# Länsväg 147
De Zweedse weg 147 (Zweeds: Länsväg 147) is een provinciale weg in de provincie Gotlands län in Zweden en is circa 41 kilometer lang. De weg ligt op het eiland Gotland.

## Plaatsen langs de weg
- Visby
- Boge
- Slite
- Lärbro

## Knooppunten
- Länsväg 148 bij Visby (begin)
- Länsväg 146 bij Boge
- Länsväg 148 bij Lärbro (einde)